# Dorsale Carey
La dorsale Carey è una catena montuosa situata nella Terra di Palmer, in Antartide. Estesa davanti alla costa di Lassiter per circa 65 km in direzione nordovest-sudest e larga circa 9,3 km, questa catena montuosa è delimitata a nord dal ghiacciaio Fenton, che la divide dalla dorsale Wegener, e a sud dal ghiacciaio Mosby, che la separa dai monti Dana, mentre la sua vetta più alta è quella dei nunatak Sverdrup, nella zona nordoccidentale della formazione, che raggiunge una quota di circa 1800 m s.l.m..

## Storia
La dorsale Carey è stata scoperta e fotografata per la prima volta durante una ricognizione svolta nel corso della spedizione del Programma Antartico degli Stati Uniti d'America condotta nel 1939-41 al comando di Richard Evelyn Byrd. Fotografata e mappata più dettagliatamente dai membri dello United States Geological Survey grazie a fotografie aeree scattate dalla marina militare statunitense durante ricognizioni effettuate tra il 1966 e il 1969, la formazione è stata poi così battezzata dal comitato consultivo dei nomi antartici in onore del geologo australiano Samuel W. Carey, che insegnò geologia all'università della Tasmania dal 1946 al 1970.